# シンガポール人種暴動 (1969年)
1969年のシンガポール人種暴動（1969ねんのシンガポールじんしゅぼうどう、英: The 1969 race riots of Singapore）は、シンガポールが独立以降に遭遇した2つの暴動のうちの一つである。1969年に起きたコミュナル暴動は、マレーシアの5月13日事件が波及した結果であるが、最終的には7日間で4名の死者と80名の死者が出る結果となった。シンガポールは44年後（2013年リトル・インディア暴動）まで、主要な暴動が起きることはなかった。

## 歴史
1969年の人種暴動の前兆は、マレーシアのクアラルンプールとプタリン・ジャヤでの5月13日事件にたどることができる。5月13日事件は総選挙の結果がきっかけとなったが、5月13日から7月31日までの間に華人・マレー人間の暴動によって、死者196名、負傷者350名以上を出すというマレーシア史上類を見ない結果を記録した。実際の死傷者の数は、公式発表よりもさらに多かったであろうとみなされている。マレーシア政府は、緊急事態宣言を発するとともに、1971年まで議会を停止した。
この騒動はマレーシアとは関係なかったものの、マレーシアでのコミュナル暴力がシンガポールに否応なく波及した。1969年の暴動は、1964年のコミュナル暴動からさほど期間を置かずに発生した。1964年のシンガポールでの人種騒動は、結果として1965年8月にシンガポールによるマレーシアからの離脱に向けて貢献した、と言われている。統一マレー国民組織（UMNO）がシンガポールでマレー人の優越を主張したいという自らの欲望を生み出すヒステリーには、シンガポール内でのマレー人・華人間の疑念を高めるという効果があった。
マレー人による自身の社会的・経済的状況への不満と、固有の土地所有権が失われるのではないかという恐れが、5月13日の騒動へと導いた。

### 噂と報復
マレー人が華人に対しマレーシアで残虐行為を行ったとする噂が、シンガポール内で拡散し始めた。人々はまた、マレーシア軍による暴動に関与した容疑のある者を不公平に扱っていることを憤慨しながら口にした。捕まった華人がその場で厳しく罰せられた、といった噂はシンガポールでの緊張感を悪化させた。
華人とマレー人との間の衝突で、500名以上が負傷するとともに、36名の命が失われた。
国内治安法は、警察と並び不安定な状況を抑え込むのに役立った。華人とマレー人の緊張感は、1969年のマレーシアでの総選挙後の人種暴動が発生した後に、1969年にシンガポールで再び表面化した。華人とマレー人が衝突する多くの事件が噴出したが、そのようなシンガポール全土の状況は、警察と軍隊によって安全点検がなされるという管理下におかれるようになった。シンガポールでの治安部隊による警戒と、国内治安法関係者による国内全土を覆う根気強い努力が、シンガポールを正常な状態に戻すことに貢献した。

## 余波
全てが落ち着きを取り戻した1971年以降、マレーシア政府は、新経済政策に組み込まれた、マレー人を優遇する積極的差別是正政策に従うこととなった。今日まで、両民族集団間の闘争が続いており、暴力発生の可能性についての不安はある 。1987年4月には、4名のシラット（格闘技）の専門家が、1987年5月13日（マレーシアとシンガポールにとって1969年人種暴動の18回目の記念日）の前後に民族衝突の発生が差し迫っているとの噂を積極的に広めた容疑で国内治安法により逮捕された。

## 引用

### ビブリオグラフィー
- Conceicao, Joe (2007). Singapore and the Many-Headed Monster. Singapore: Horizon Books. ISBN 978-981-05-7882-4
- Internal Security Department Heritage Centre, Singapore.